# Kinatay
Kinatay is een Filipijnse film van Brillante Mendoza met in de hoofdrollen Coco Martin en Mercedes Cabral.
In 2009 was Kinatay te zien op het Filmfestival van Cannes waar het meedong naar de Gouden Palm. De regisseur won op datzelfde filmfestival de onderscheiding als beste regisseur.

## Verhaal
De film gaat over Peping (Coco Martin), een politieagent in opleiding die door medestudent Abyong wordt overgehaald om als bijverdienste te gaan werken voor de lokale maffia. Het geld dat Peping met zijn werk verdient gaat grotendeels op aan zijn vriendin Cecille (Mercedes Cabral). Hij besluit met haar te trouwen, maar daarvoor heeft hij nog meer geld nodig. Via Abyong raakt Peping betrokken bij een speciaal project dat meer betaald dan anders.

## Reacties
De reacties op Kinatay waren gemengd. Het publiek op het Filmfestival van Cannes, waar de film in première ging, was onverdeeld in haar mening. Zij haatten en verafschuwden de film. Er klonk zelfs boe-geroep bij de vertoning. De Amerikaanse criticus noemde Kinatay de slechtste film van het Festival. De jury beloonde de regisseur echter met de onderscheiding voor Beste Regisseur en noemde de film "Een van de meest krachtige en originele films van het Festival

## Cast
| Acteur             | Personage | Opmerkingen |
| ------------------ | --------- | ----------- |
| Coco Martin        | Peping    | Hoofdrol    |
| Mercedes Cabral    | Cecille   | Hoofdrol    |
| Julio Diaz         | Kap       |             |
| Jhong Hilario      | Abyong    |             |
| Maria Isabel Lopez | Madonna   |             |
| Lauren Novero      | Boy Chico |             |
| John Regala        | Sarge     |             |

## Onderscheidingen
- 2009 - 'Kinatay' was de Filipijnse inzending voor de gouden palm van het Filmfestival van Cannes
- 2009 - Brillante Mendoza werd uitgeroepen tot beste regisseur op het Filmfestival van Cannes voor zijn film 'Kinatay'